# Annali di Quedlinburg
Gli Annali di Quedlinburg  (in lingua latina Annales Quedlinburgenses, in lingua tedesca Quedlinburger Annalen) furono scritti tra il 1008 e il 1030 nel convento dell’Abbazia di Quedlinburg. Si è recentemente sviluppata una teoria, accreditata in maniera crescente, secondo cui si ritiene che la penna sia quella di una donna. Gli annali sono perlopiù incentrati sulle vicende storiche del Sacro Romano Impero; in essi si fa anche per la prima volta utilizzo del nome della Lituania ("Litua"), in data marzo 1009. Il documento originale è stato perduto: ci è pervenuta solamente una copia del XVII secolo conservata a Dresda, ma i suoi contenuti sono adoperati prevalentemente per studi universitari.

## Contesto storico

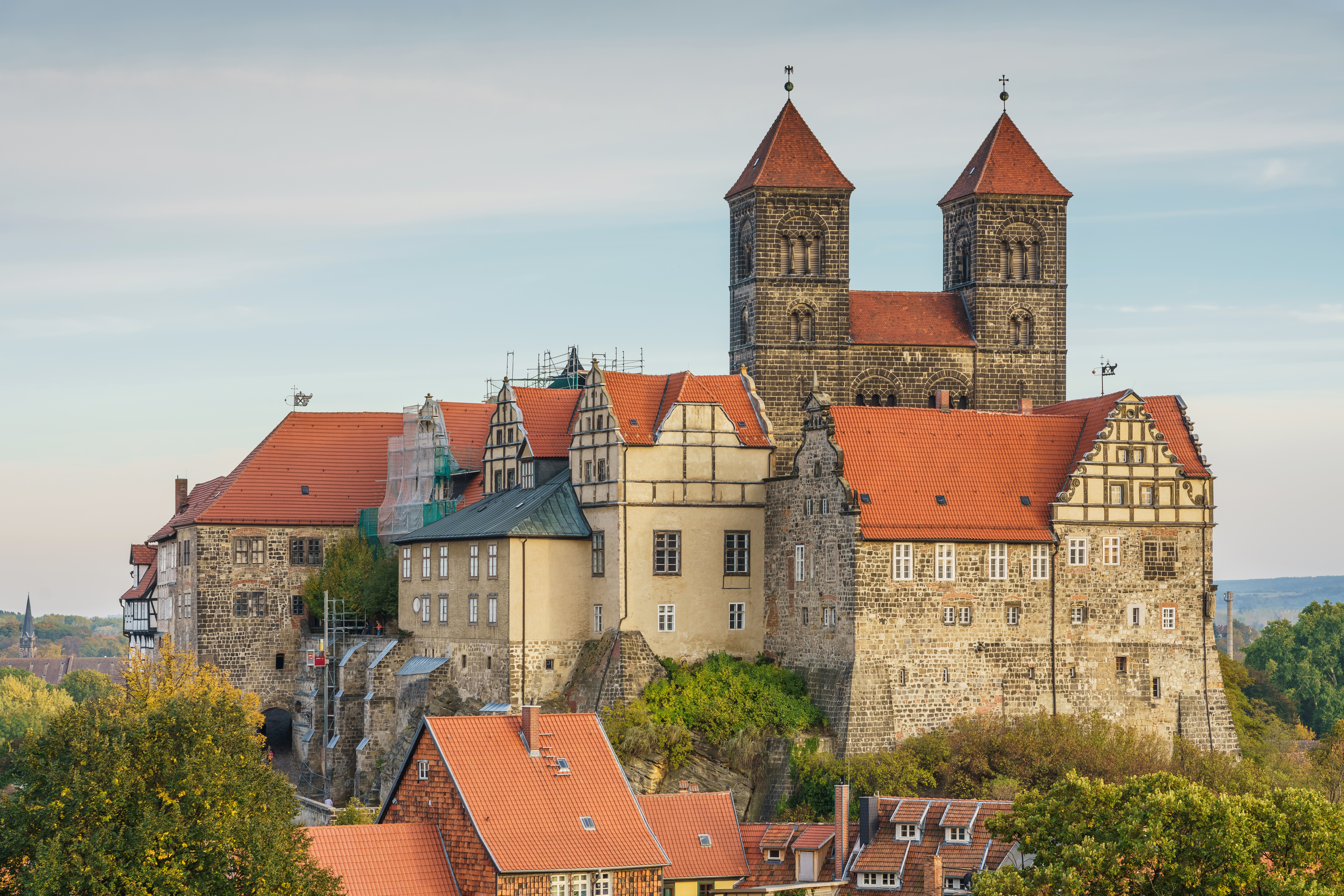
Chiesa di San Servazio e il monastero

La città di Quedlinburg, in Germania, viene per la prima volta menzionata in un atto scritto nel 922. Matilde di Ringelheim fondò una comunità religiosa femminile nell’abbazia, servendo come badessa dal 966 al 999. L’abbazia divenne un’importante istituzione educativa per le nobildonne di Sassonia, esercitando questa attività per circa 900 anni. La città ha servito come palatinato degli imperatori sassoni, dove fu poi seppellito Enrico I, fondatore della dinastia ottoniana. Quedlinburg non distava molto da Magdeburgo, sede dell'Assemblea Reale dell'impero, dove i suoi annalisti avrebbero potuto affidarsi sulla base di informazioni attendibili della casa reale e ottenere resoconti di testimoni oculari. L'insediamento perse lievemente importanza quando Enrico II decise di rompere la tradizione di celebrare la Pasqua lì, come ogni anno. Gli annali lo mettono in cattiva luce, dimostrando che il monastero reale poteva arrogarsi della facoltà di criticare il monarca.

## Annali
Gli Annali si aprono con una digressione sui fatti accaduti dai tempi di Adamo al Terzo Concilio di Costantinopoli (680-681), basandosi anche sulle cronache di San Girolamo, Isidoro di Siviglia e Beda il Venerabile. Il contenuto è in larga parte estrapolato anche da altre fonti fino al 1002, sebbene quelli ufficiali citate si fermano all’852. A partire dal 993, si iniziano ad includere eventi riportati per testimonianza diretta dagli annalisti sugli eventi di Quedlinburg e dintorni. La quantità di dettagli si intensifica dal 1008 in avanti, tanto che alcuni analisti ritengono che gli annali furono redatti per la prima volta proprio allora (sebbene Robert Holzman sostiene gli eventi partano dall’anno 1000). Qualcuno sostiene che gli analisti temporaneamente arrestarono la loro opera tra il 1016 e il 1021. Le ragioni esatte di questa sospensione sono incerte. I lavori sul progetto proseguirono dal 1021 al 1030, poiché gli autori riportano la vittoria militare contro Miecislao II di Polonia.
Il compito primario degli annalisti era quello di riportare l’impatto della dinastia ottoniana e di Quedlinburg stessa. Gli Annali incorporano anche storie su molte figure storiche avvolte da mistero e leggenda, quali ad esempio Attila, Teodorico il Grande, e altri ancora. Lo storico Felice Lifshitz mette in evidenza che la quantità di saghe le quali accompagnano la narrazione è senza precedenti.
Gli Annali di Quedlinburg divennero presto un’importante fonte di ricerca; durante il dodicesimo secolo, erano già utilizzati da almeno cinque storici del tempo. Felice Lifshitz afferma che l’opera giocò un ruolo chiave nell’influenzare il modo in cui i tedeschi del XIX e XX secolo avrebbero guardato al loro passato medievale. L’importanza fu tale che anche all’estero si guarda con interesse a questi scritti: gli studiosi del Beowulf si sono soffermati sul termine Hugones per identificare i Franchi; i climatologi sul tempo atmosferico, i cui cambiamenti nei vari decenni sono accuratamente descritti; non poteva rimanere immune dallo studio degli storiografi il timore dell’anno Mille cui si fa riferimento in uno dei libri.

## Il riferimento alla Lituania
La prima testimonianza scritta sul nome della Lituania viene identificata proprio negli annali di Quedlinburg in data 9 marzo 1009. Nel passaggio si legge:
"[Nel 1009] San Bruno, un arcivescovo e monaco, chiamato Bonifacio, fu ucciso dai pagani durante l’undicesimo anno in cui operava la conversione al confine tra la regione dei Rus' e quella della Lituania, assieme a 18 seguaci, entrati con lui in paradiso il 9 marzo."»
Da altre fonti che analizzano la figura di Bruno di Querfurt, è stata possibile ricostruire la sua volontà di cristianizzare il re pagano Netimer e i suoi seguaci. Il fratello di Netimer, rifiutandosi di essere battezzato, uccise Bruno e i suoi seguaci. Lo storico Alfredas Bumblauskas sostiene questo sia il primo episodio di cui abbiamo notizia in cui si attestano tentativi di battezzare le comunità locali nella storia della Lituania.